# لومنیتسه ناد لوژنیتسی
لومنیتسه ناد لوژنیتسی (به چکی: Lomnice nad Lužnicí) یک منطقهٔ مسکونی و شهرستان دارای شهرک سابقاً روستا در جمهوری چک است که در ناحیه ییندریخوف هرادتس واقع شده‌است. لومنیتسه ناد لوژنیتسی ۱٬۷۸۵ نفر جمعیت دارد.